# Guillermo de Bourges
Guillermo de Bourges (1120-1209), fue arzobispo de Bourges (1199). Considerado como santo por la Iglesia católica, se celebra el 10 de enero.

## Biografía
Hijo de Ferry V de Corbeil y su segunda esposa, es un hombre "de carácter piadoso, dedicado al estudio y la meditación". Criado por Pedro de Amiens el Ermitaño, su tío, rápidamente recurrió a las órdenes. Fue primeramente canónigo de San Gervasio y San Protasio de Soissons y luego de Notre Dame de París. Deseando la calma, se convirtió en monje en la abadía de Grandmont. Habiendo aparecido las disensiones en esta orden, lo dejó para convertirse en monje en la abadía cisterciense de Pontigny, donde permaneció mucho tiempo antes de convertirse en prior. Luego se convirtió en abad de Fontaine-Jean (en la ciudad de Saint-Maurice-sur-Aveyron), luego abad de Chaalis (diócesis de Senlis) en 1187.
El 23 de noviembre de 1199, a la muerte del arzobispo de Bourges Henri de Sully, Eudes de Sully, hermano de Henri, obispo de París y ex chantre de la iglesia de Bourges, lo designó para sucederlo,
Considerado un gran predicador, firme en los principios de tal manera que atrajo la ira del rey Felipe II de Francia durante su nuevo matrimonio con Inés de Merania, luchó a petición del papa Inocencio III, los herejes, y en particular los cátaros. Sin embargo, cayó enfermo mientras preparaba una cruzada contra ellos.

## Muerte
Murió el 10 de enero de 1209. Su cuerpo fue colocado en el centro de la Catedral de Bourges aún sin terminar, donde unos días antes celebró la epifanía, luego en la cripta, donde ahora se encuentra la representación del Santo Sepulcro de Jesús, en una capilla construida por Matilde de Courtenay, condesa de Nevers, señora de Donzy, su sobrina nieta. Hizo una donación, en una carta, a la iglesia de Saint-Étienne para que se pudiera quemar una vela en su sepulcro, carta, fechada en julio de 1223, donde calificó a su tío como Saint Guillaume.
Tras una serie de milagros observados "por su intercesión y ante su tumba", Inocencio III lo beatificó ocho años después de su muerte y Honorio III lo canonizó el 17 de mayo de 1218.
Después de la canonización, su cuerpo fue exhumado y expuesto en dos columnas, detrás del altar mayor, hasta 1562.
Sus reliquias fueron profanadas por los calvinistas en el siglo XVI y luego durante la Revolución francesa, a excepción de una costilla que los cánones de Bourges habían entregado al Colegio de Navarra de París, y un hueso de brazo confiado a la Abadía de Chaalis.
Es el patrón de la Universidad de París. Se celebra el 10 de enero.

### Obras
- Liber bellorum (verso 1235), trad. Gilbert Dahan : Libro de las guerras del Señor, y dos homélies, Cerf, 1981, 342 p.

### Estudios
- Bernard Brossard, Louis Jourdan, La vida de Santo Guillaume, arzobispo de Bourges y primat de Aquitania, Lancosme, 2009. Álbum.